# جان باتيست هنري
جان باتيست هنري (بالفرنسية: Jean-Baptiste Deshays de Colleville)‏ (و. 1729 – 1765 م) هو رسام من فرنسا. ولد في روان .
توفي في باريس.

## أعمال بارزة
من أهم أعماله:
- Laban and Rachel.

## جوائز
حصل على جوائز منها:
- جائزة روما.